# Miles Ahead
Miles Ahead je studiové album amerického trumpetisty Milese Davise. Jeho nahrávání probíhalo v několika dnech v květnu a jeden den v srpnu 1957 ve studiu Columbia 30th Street Studio v New Yorku. Jeho producenty byli George Avakian a Cal Lampley a album vyšlo v listopadu 1957 u vydavatelství Columbia Records.

## Seznam skladeb
| Pořadí | Název                                                                                            | Autor                     | Délka |
| ------ | ------------------------------------------------------------------------------------------------ | ------------------------- | ----- |
| 1.     | Springsville                                                                                     | John Carisi               | 3:27  |
| 2.     | The Maids of Cadiz                                                                               | Léo Delibes               | 3:53  |
| 3.     | The Duke                                                                                         | Dave Brubeck              | 3:35  |
| 4.     | My Ship (autorem textu k původní skladbě je Ira Gershwin, zde je však její instrumentální verze) | Kurt Weill                | 4:28  |
| 5.     | Miles Ahead                                                                                      | Miles Davis, Gil Evans    | 3:29  |
| 6.     | Blues for Pablo                                                                                  | Evans                     | 5:18  |
| 7.     | New Rhumba                                                                                       | Ahmad Jamal               | 4:37  |
| 8.     | The Meaning of the Blues                                                                         | Bobby Troup, Leah Worth   | 2:48  |
| 9.     | Lament                                                                                           | J. J. Johnson             | 2:14  |
| 10.    | I Don't Wanna Be Kissed (By Anyone But You)                                                      | Jack Elliot, Harold Spina | 3:05  |

## Obsazení
- Miles Davis – křídlovka
- Bernie Glow – trubka
- Ernie Royal – trubka
- Louis Mucci – trubka
- Taft Jordan – trubka
- John Carisi – trubka
- Frank Rehak – trubka
- Jimmy Cleveland – pozoun
- Joe Bennett – pozoun
- Tom Mitchell – pozoun
- Willie Ruff – francouzský roh
- Tony Miranda – francouzský roh
- Bill Barber – tuba
- Lee Konitz – altsaxofon
- Danny Bank – basklarinet
- Romeo Penque – flétna, klarinet
- Sid Cooper – flétna, klarinet
- Paul Chambers – kontrabas
- Art Taylor – bicí